# 孫九招
孫九招是指2002年11月香港特別行政區政府為穩定樓市而推出的多項房屋政策，因負責推出政策的官員為當時的房屋及規劃地政局局長孫明揚，故有關政策被稱為孫九招，而其後推出的深化穩定樓市措施亦被稱為孫十招。

## 理念
孫九招的主要理念為借用市場無形之手，讓樓市自行調節。實際操作為只提供含公共資助的出租公屋予有真正需要的人士；政府避免直接參與私人物業市場的投資及供求活動，如推行「勾地政策」及停止資助自置居所計劃等；及積極扮演市場促進者的角色，如增加市場透明度及減少限制。

## 政策內容
1. 取消拍賣土地，暫停勾地一年
2. 暫停兩鐵（地鐵及九鐵）房屋項目投標一年
3. 未來公屋興建由需求主導，平均輪候時間不逾三年
4. 即時結束居屋計劃
5. 為低收入家庭及公屋居民提供新免息貸款計劃
6. 即時結束混合發展、私人參建居屋及房協資助自置居所計劃
7. 終止出售公屋（租者置其屋）計劃
8. 檢討《業主與租客(綜合)條例》，放寬業主收樓權
9. 取消內部認購限制，取消限購一個單位及兩個車位限制[4]

## 背景
香港自回歸後，香港樓市隨即受到多方面的衝擊，樓價足足下挫接近七成，促使政府於2002年底推出孫九招。1997年金融風暴爆發，樓市急跌接近5成，負資產及破產人數持續攀升；1997年，董建華政府於施政報告提出八萬五建屋計劃，務求10年內全港七成的家庭可以自置居所，輪候租住公屋的平均時間由6.5年縮短至3年，結果是市場上出現大量住宅單位，造成供過於求；2000年，科網熱潮爆破，進一步打擊香港的樓市。樓價從1997年的高峰下挫了7成，約10萬個於1996、97年高位入市的小業主淪為負資產。

## 成效
孫九招以透過減少香港土地供應和政府退出房地產市場等的方法，重建投資者和市民對房地產市場的信心，在政策出台後，對樓市起了即時的刺激作用，2003年1月的樓宇買賣合約共有7293份，數字較02年12月上升19.3%，1月份的樓宇買賣合約總值為146億元，較12月上升13%，是自11月以來連續第二個月上升。但到了2月，有關政策的刺激已經消退，加上2003年中，香港受到沙士肆虐，樓市再次急跌，沙士重災區淘大花園更創出55萬元成交的低價，樓宇成交量亦萎縮，業界初時亦批評有關政策只调整了香港内部的土地和物业供求，但对外围和经济其他方面的影响，却是无能为力，故有關政策未能穩定香港的樓市。
「孫九招」最終導致香港新建成的公營及私營住宅數量大減。在2010年一年內，香港僅有約19800個住宅單位建成，較2001年有10萬個住宅單位落成大減8成，甚至連「八萬五」政策剛推出的1997年當年住宅落成數目（64400個）的三分一也不到。香港住宅最終因為供應大幅減少而造成樓價和租金大幅上升。到2011年2月，香港的整體住宅樓價，已經超越1997年10月的昔日高位。

## 引申問題
「孫九招」中提出即時結束居屋計劃，導致本來是私人參建的政府居者有其屋項目紅灣半島一度空置，銷售無期。經過一輪商議後，發展商新鴻基地產及新創建集團以8.64億港元向政府補地價買回業權，並宣佈拆卸重建成豪宅，隨即引起環保人士的批評，結果擱置清拆計劃，改為原樓改裝豪宅。
「孫九招」的弊處在推行多年後陸續浮現。香港住宅樓價和租金最終大升，引起民怨。
由於公屋建屋量因「孫九招」而大幅減少，加上停建停售居屋進一步減少公屋供應量（以綠表購買居屋的公屋住戶在居屋入伙後必須遷出原有公屋單位），引致公屋申請人輪候年期延長，而輪候公屋人數也大增。
停建停售居屋導致香港房屋委員會收入大減，於是政府把大量公屋商場、街市和停車場出售予領展房地產投資信託基金，其後領展大幅加租，政府無力阻止，引起民間更多不滿。
「孫九招」導致香港後來土地供應短缺。「劏房」於21世紀的香港興起也被認為是「孫九招」的後果。著名財經專欄作家曹仁超早於多年前已對孫明揚說「一出這招就會累垮香港」；曹仁超又認為香港房地產因為政府政策長期限制供應而造成價格上升是「鼓勵不勞而獲，同時懲罰那些很努力去創業、創新的人」。面對香港私人住宅樓價和租金高企，政府的廉租公屋成為許多香港人安居的唯一希望，一些公屋申請人為求保持收入不超出政府規定的申請資格上限，在獲編配公屋前選擇放棄較高薪的工作，或主動要求僱主不要加薪甚至辭職不工作。
2011年，行政長官曾蔭權承認特區政府的房屋政策有失誤，房地產價格急升，引起市民質疑是否存在地產霸權和官商勾結，他認為「這個就是當前民怨的最大問題」。
2012年，前政務司司長唐英年指「孫九招」是「落重藥」，引致日後的地產霸權。

## 其它影響
「孫九招」被指造成地產霸權，而香港民眾對此現象的不滿，被認為是獲得大地產商支持的唐英年在2012年香港特別行政區行政長官選舉落敗的一個重要原因。
葉劉淑儀在2015年指香港樓價近年狂升導致香港年輕人置業困難，是當前「港獨」和「戀殖」思想在香港年輕人中滋長的一個主要原因，「房價好像脫韁野馬般，一直上升，年輕人可能幾十年都買不到樓，很氣餒，不知何時才可以成家立業」。
一些人認為香港在2010年代的房屋短缺問題引致許多香港年輕人對政府不滿，是造成2014年「佔領運動」事件的一個主要原因。樓價長期高企也被一些人認為是大批年輕人參與2019年反修例運動的一個深層原因。

## 結束
由於2008年後香港樓價急升，大部份孫九招的政策都已經成為刺激樓市過熱的因素，因而2008年以後大部份孫九招政策都陸續取消，比如2010年恢復賣地、2011年復建居屋、2013年取消勾地、2015年房協重啟住宅發售計劃、2022年修訂並重新收緊業主放租權的《業主與租客（綜合）（修訂）條例》、2023年重啟私人參建居屋等等。